# Kirill Pokrovsky
Kirill Vladimirovich Pokrovsky (en russe : Kирилл Владимирович Покровский), né le 25 mars 1962 à Moscou et mort le 1er juin 2015 est un musicien et un compositeur russo-belge. Il est l'auteur de la bande-originale de The L.E.D Wars en 1997 et de la saga de jeux vidéo Divinity, produite par l'entreprise Larian Studios. Il a aussi travaillé pour les groupes de metal russes Aria et Master. 

## Discographie
Solo:
- Brugge
- The Led Wars
- Divine Divinity
- Beyond Divinity
- Divinity II Ego Dragonis
- Divinity Dragon Commander
- Divinity Original Sin
- Top Of The Mountain
- Romantic On The Road